# Rød superkæmpe
En rød superkæmpe (RSG eng. red supergiant) er en døende kæmpestjerne.
Dværgstjerner som solen kan leve i milliarder af år fordi de ikke forbruger så meget masse som tunge kæmpestjerner. En kæmpestjerne derimod kan udsende energi flere hundrede gange det solen udsender. I en hob ved navn R136 finder man de tungeste kendte stjerner med en på op til 150 gange solens og et energiforbrug på op til 10 millioner gange solens kan de kun leve nogle millioner år. En superkæmpe der er svulmet op til 100 gange solens diameter kan kollapse voldsomt i en stjerneeksplosion kaldet en supernova eller i værste fald en hypernova.